# Diamant cuaverd
El diamant cuaverd (Erythrura hyperythra) és un ocell de la família dels estríldids (Estrildidae).

## Hàbitat i distribució
Habita zones amb bambú i bosc de les muntanyes de la Península Malaia, nord de Borneo, oest de Java, Illes Petites de la Sonda de Lombok, Flores, Sumbawa, Sulawesi i nord i centre de les Filipines al nord de Luzon i Mindoro.